# Раул Дјук
Раул Дјук је измишљени лик и антихерој базиран на Хантеру С. Томпсону у његовом роману Параноја у Лас Вегасу. Књига је првобитна имала наслов Раул Дјук..
Дјук је главни лик и наратор у многим Томпсоновим причама, романима и чланцима, често се појављујући као ауторов алтер-его учествујући у догађајима у његовом животу. Описан је као цинични, ексцентрични хедониста. Раул Дјук је стално под утицајем психоактивних супстанци (наркотика). 
По Томпсоновим ријечима, његово име и презиме је спој имена Раула Кастра (брата Фидела Кастра) и надимка Џона Вејна („The Duke“).